# Follow de SOA
Follow de SOA is een Nederlands televisieserie van streamingdienst Videoland dat dient als een Videoland Original. De serie werd bedacht en geschreven door Oscar van Woensel.

## Verhaal
De serie volgt het verhaal van de achttienjarige Esmée die graag voor het eerst seks wil hebben. Als ze uiteindelijk ontmaagd wordt, komt ze er later achter dat ze een soa heeft opgelopen. Esmée moet van zichzelf erachter zien te komen via welke weg deze soa bij haar terecht is gekomen. Ze besluit op onderzoek uit te gaan en raakt hierbij al snel verstrikt in de uiteenlopende en spannende sekslevens van haar leeftijdgenoten.

## Rolverdeling
Hieronder betreft een geselecteerd overzicht van de rolverdeling.

### Hoofdrollen
| acteur                   | personage         |
| ------------------------ | ----------------- |
| Damaris de Jong          | Esmée             |
| Hanneke van der Paardt   | Rune              |
| Reiky de Valk            | Jacob             |
| Jacob Derwig             | vader Ewoud       |
| Jules Avery              | De jurk           |
| Nikki Kuis               | Linda             |
| June Yanez               | Philomena         |
| Daniël Kolf              | Lennart           |
| Daan Creyghton           | Marco             |
| Luca Tor                 | Ruben             |
| Pip Lieke Lucas          | Daphne            |
| Timo Dries               | PJ                |
| Thom Vendrik             | Tim               |
| Teun Stokkel             | Jonathan          |
| Harun Balci              | Michael           |
| Benja Bruijning          | Stanley Groenhart |
| Delano Watchman          | Kareltje          |
| Tara Hetharia            | Laura             |
| Esther Ymkje van Steenis | Marleen           |
| David Wristers           | Sep               |

### Bijrollen
| acteur                | personage        |
| --------------------- | ---------------- |
| Susan Visser          | moeder Maria     |
| Sara Luna Zoric       | Naomi            |
| Ellie de Lange        | Marieke          |
| Carina de Vroome      | astromeisje      |
| Chris Peters          | Boy              |
| Dalorim Wartes        | barman Yorick    |
| Shary-An Nivillac     | Majamei          |
| Leona Philippo        | Floor Doesburg   |
| Merel Baldé           | mevrouw Veurtsen |
| Simone Giel           | Kristel          |
| Victoria Koblenko     | Romy             |
| Paul Groot            | vader van Rune   |
| Martine Sandifort     | moeder van Rune  |
| Sanne Langelaar       | Maud             |
| Thijs Boermans        | Rem              |
| Alexander Schuitema   | Jamie            |
| Shelley Bos           | Fiore            |
| Romana Vrede          | conrector        |
| Nazmiye Oral          | therapeut Iris   |
| Soy Kroon             | asmr boy         |
| Yannick de Waal       | kakker coach     |
| Kees Hulst            | meneer Braskamp  |
| Sanne Wallis de Vries | quizmaster       |
| Urmie Plein           | therapeut Rune   |
| Toprak Yalçiner       | Marcella         |
| Titia Hoogendoorn     | Doris            |
| Samir Hassan          | Remco            |
| Merel Pauw            | Berber           |
| Tonko Bossen          | Teun             |
| Rutger de Bekker      | ambtenaar        |

## Achtergrond
De serie werd bedacht en geschreven door Oscar van Woensel voor streamingdienst Videoland waar het dient als Videoland Original. De uit acht afleveringen bestaande serie werd geregisseerd door Ties Schenk en geproduceerd door productiebedrijf Viction Valley. Hoofdrollen in de film waren weggelegd voor onder anderen Damaris de Jong, Hanneke van der Paardt, Reiky de Valk en Jacob Derwig.
In mei 2021 werden de eerste bewegende beelden van de serie gedeeld in de vorm van een teaser trailer. Follow de SOA ging vervolgens op 4 juni 2021 in première op streamingdienst Videoland.